# Ahmed Aboutaleb
Ahmed Aboutaleb (Beni Sidel, 29 agosto 1961) è un politico e giornalista marocchino naturalizzato olandese.

## Biografia
Laburista, è stato il primo sindaco di una grande città olandese, Rotterdam, ad essere di origine marocchina e berbera, musulmano, e discendente di immigrati. Aboutaleb ha la doppia nazionalità (olandese e marocchina), ed è un musulmano praticante. È stato Segretario di Stato per gli Affari Sociali ed il Lavoro nel Governo Balkenende IV.